# Kiha-a-Piilani
Poglavica Kiha-a-Piilani ("Kiha, sin Piilanija") (o. 1626. — ?) bio je kralj havajskog otoka Mauija (drevni Havaji).
Bio je sin velikog poglavice Piilanija, koji je dao sagraditi velik hram. Piilanijeva je žena, kraljica La’ieloheloheikawai, bila majka Kihe, Piikee i Lona-a-Piilanija. Prema mitu, Kiha je bio unuk boga Kūa.
Nakon što je Piilani umro, naslijedio ga je Lono, a Kiha je pobjegao na otok Havaji, kojim je vladao ʻUmi. ʻUmi ga je prihvatio, a Piikea, ʻUmijeva žena - Kihina sestra - nagovorila je muža da napadne Lona i na tron Mauija dovede Kihu. ʻUmi je to učinio te je uništio kip boga Kawalakiʻija.
Kiha je postao kralj Mauija, a oženio je Kumaku. Bio je otac Kamalalawalua.